# Park w Wabienicach
Park w Wabienicach – zabytkowy park wraz z ogrodem z XIX w., mieszczący się w miejscowości Wabienice w gminie Bierutów.